# Panteón Civil de Dolores
El Panteón Civil de Dolores es el panteón más grande de la Ciudad de México y el de uso civil más antiguo de la misma, localizado al poniente entre la segunda y la tercera sección del bosque de Chapultepec.

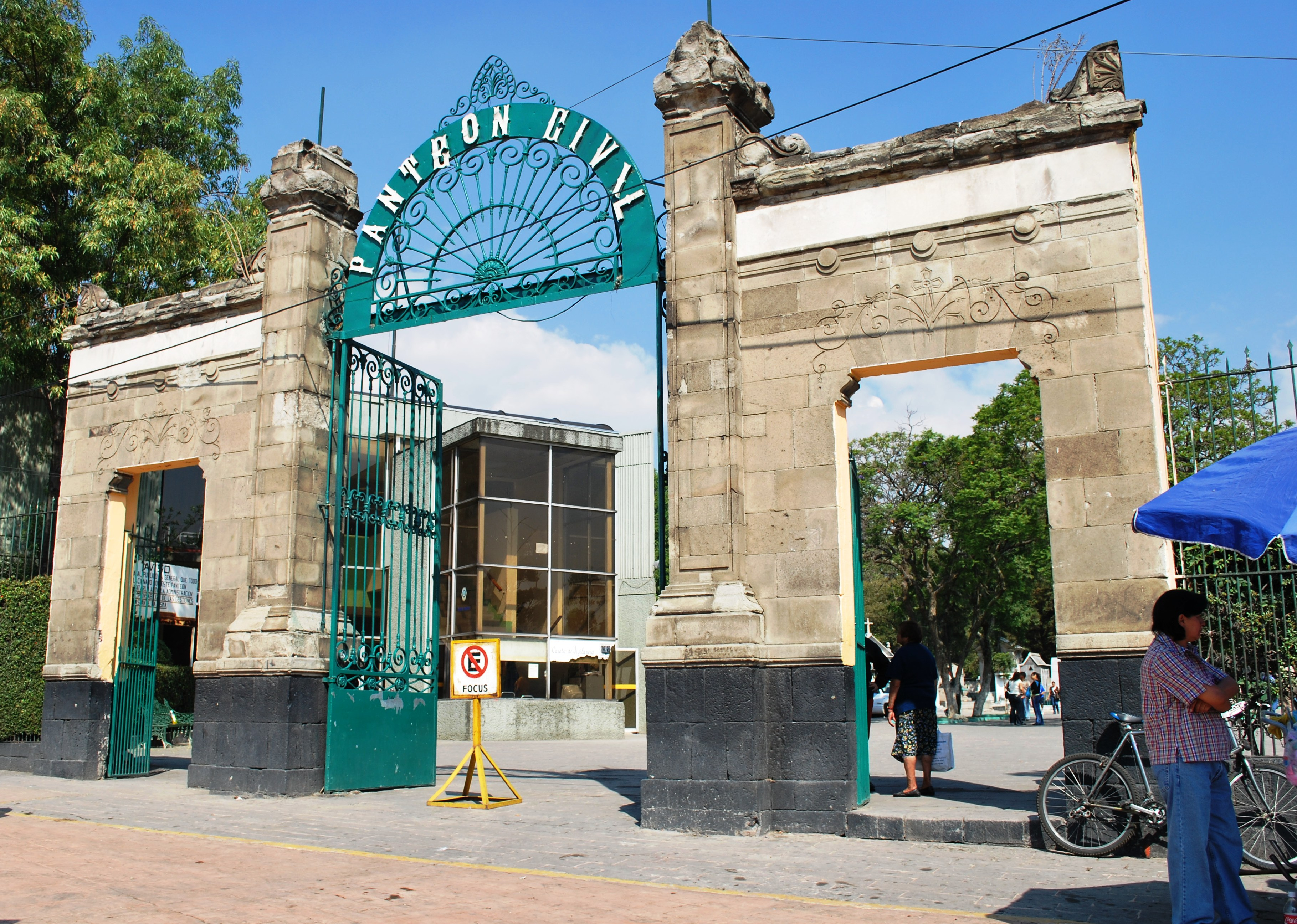
Entrada principal del Panteón Civil de Dolores.

## Ubicación
Se encuentra en la Alcaldía Miguel Hidalgo, sobre las avenidas Constituyentes y eje 5 Poniente, colonia América, entre la segunda y la tercera sección del Bosque de Chapultepec.

## Características y servicios

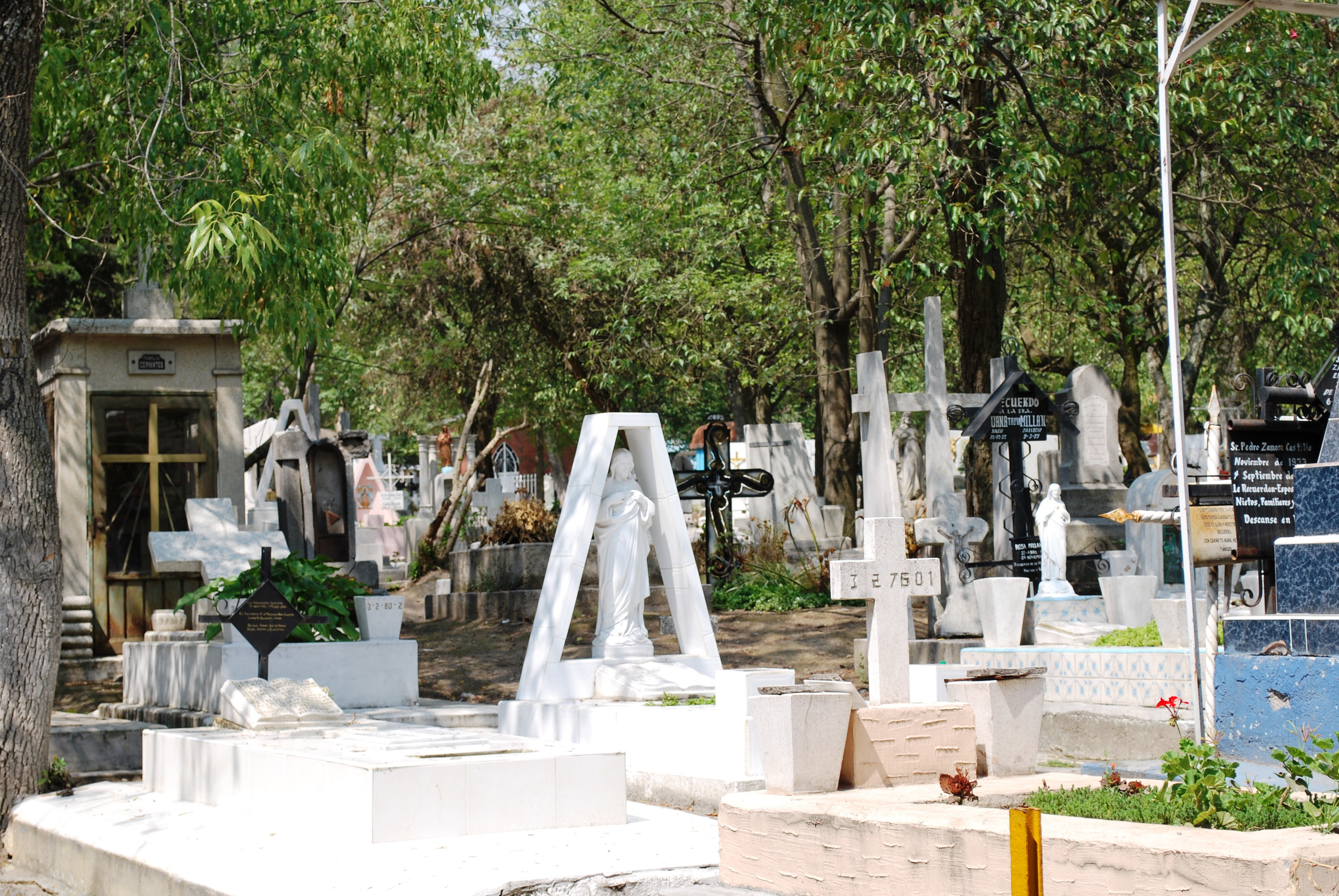
Vista de las tumbas

Comprendido en un área de 240 hectáreas con unos 700 000 lotes individuales con tres o cuatro niveles, el panteón cuenta con los servicios de campos para inhumación y cremación de cadáveres, osario, servicio de carroza fúnebre y transporte de acompañamiento, además de ser el único panteón en la Ciudad de México autorizado para tener fosa común.
Este panteón tiene 23 lotes de uso exclusivo, entre estos los más conocidos son el de los Constituyentes de 1917, de las Águilas Caídas del Escuadrón 201, de los Actores de la ANDA, de los Tramoyistas; el lote de la comunidad italiana, el lote de la comunidad alemana, el lote del sindicato de Panaderos, el lote de los Maestros Jubilados del S.N.T.E, y el lote de la sociedad de alumnos del Colegio Militar.
Además en este panteón se encuentra desde 1876 la Rotonda de las Personas Ilustres donde reposan los restos mortuorios de 111 personalidades mexicanas en diferentes campos.

## Historia

### Antecedentes
Antes de la fundación de los panteones civiles de Dolores, el General de la Piedad y el Francés de la Piedad, los servicios funerarios de la ciudad desde la época novohispana se realizaban principalmente en recintos religiosos y civiles controlados por la Iglesia Católica, institución que administraba dichos servicios y también los registros civiles. Con el arribo de las Reformas Borbónicas, Carlos III determinó en 1787 en España la gradual salida de dichos recintos bajo la administración de la Iglesia fuera del perímetro de las ciudades. 
Si bien dicha orden se cumplió en Puebla o Veracruz, la instrucción no se cumpliría bajo mandato español. Fue hasta el ascenso de las leyes civiles de Reforma en que el mandato de que la administración funeraria quedara a cargo de las autoridades civiles y se iniciaría en la capital mexicana la costumbre de disponer de los panteones a las que entonces eran sus afueras. Una ley del 3 de julio de 1859 permitió el establecimiento de cementerios de índole civil concesionados a la administración particular.

### SigloXIX
Hacia 1874 el Ayuntamiento de México dio la concesión a la compañía Sociedad Benfield, Brecker y Compañía para la construcción del nuevo cementerio civil en los terrenos de la Tabla de Dolores —de donde tomó su nombre— que formaban parte del Rancho Coscacoaco. Dicha superficie se localizaba muy fuera de los límites de la Ciudad de México de mediados del siglo XIX. La compañía fue fundada por Juan Manuel Benfield, hijo del inglés William Benfield, un inglés adinerado que llegó a México en 1835 con el fin de que su esposa mejorara su salud con el clima mexicano. Debido a que su hija falleció y no le fue permitido enterrarla en el atrio de una iglesia debido a su fe anglicana, prometió construiría un cementerio de índole civil. Su deseo se vería realizado por su hijo Juan Manuel con la concesión del panteón de Dolores. La esposa de Benfield fue Concepción Gayosso y Mugarrieta, una de las fundadoras de Eusebio Gayosso y Compañía. 
El cementerio fue fundado el 13 de diciembre de 1875 bajo un proyecto de planeación que contemplaba un diseño de forma triangular con calles y avenidas internas, así como la construcción de diversos cuerpos de agua como fuentes y cascadas.
En el año de 1876 es adquirido un lote por parte del gobierno federal para crear la Rotonda de los Hombres Ilustres por orden del presidente Sebastián Lerdo de Tejada.
El 17 de mayo de 1880 Benfield Brecker y Cia. lo vende al Ayuntamiento de la Ciudad de México por solicitud de este. El nombre del cementerio se debe a que se construyó sobre una superficie plana del terreno original que se llamaba la tabla de Dolores y así está asentado en la escritura 124 tirada ante el notario José del Villar y Maticorena. Este panteón permitió el cierre de varios cementerios ubicados en el centro de la ciudad, como el de San Fernando y el de Santa Paula, localizados donde hoy se ubica la colonia Guerrero, en la delegación Cuauhtémoc.
Fue abierto al público el 24 de agosto de 1882, año en que fue prolongada una línea de tranvía con tracción animal, que permitía a los habitantes de la ciudad transportar en tranvías especiales a los cadáveres para su entierro.

### SigloXXI
En 2009 fue sometido a remodelación ya que su antigüedad había hecho que parte de su infraestructura fuera obsoleta o peligrosa.

## Atractivos turísticos

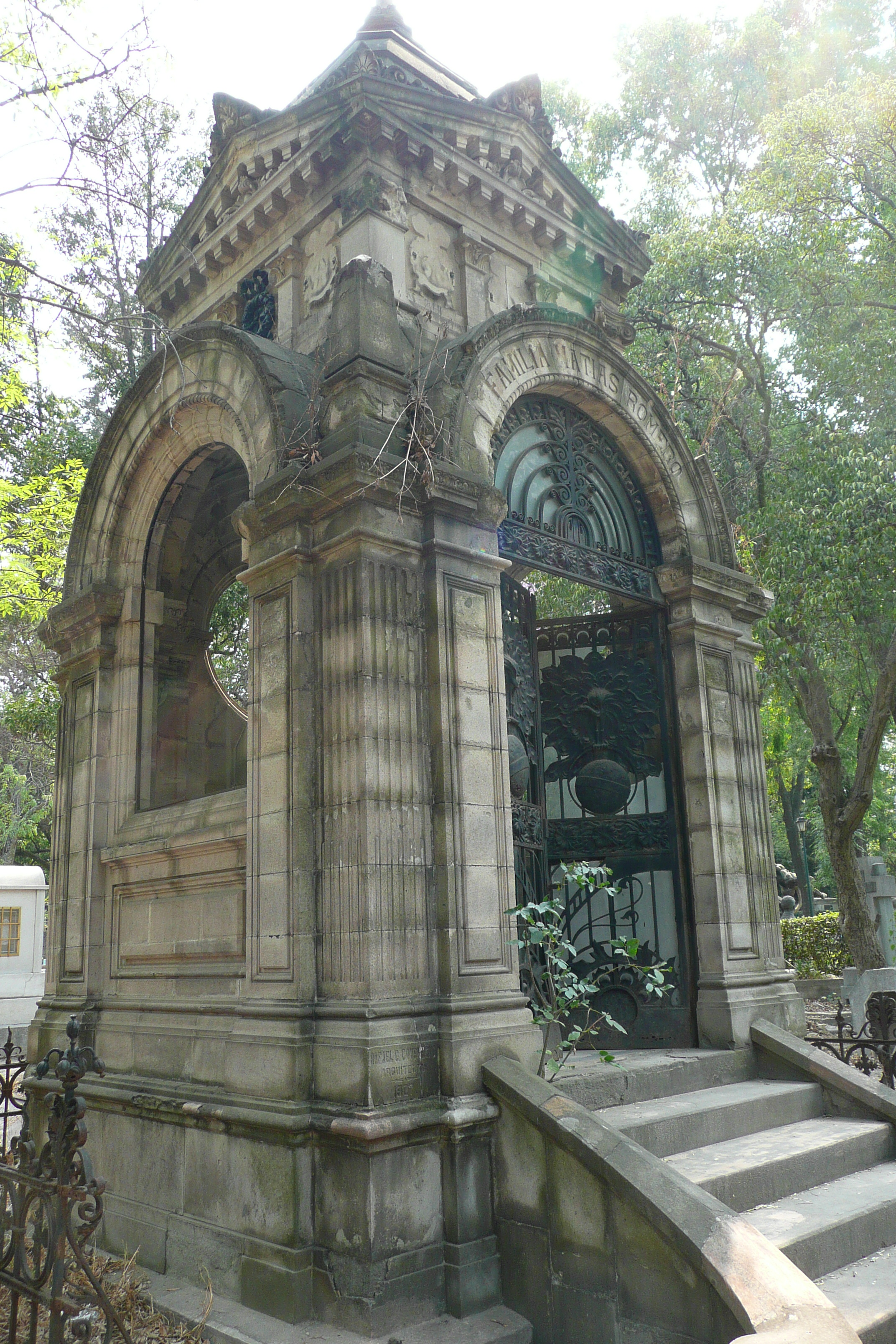
Tumba abandonada de la familia del Secretario de Relaciones Exteriores Matías Romero Avendaño, como ejemplo del arte funerario que se encuentra en el Panteón Civil de Dolores.

Como pieza arquitectónica por sus diferentes calles el panteón presenta toda una gama de estilos de construcción en sus tumbas, desde macizas construcciones de granito de finales del siglo XIX, de mármol colado del siglo XX y modernos de acero.
En este aspecto la hoy llamada Rotonda de los Personas Ilustres, presenta toda una gama de tumbas con diseño de lo más variado, como la de David Alfaro Siqueiros inspirada en su reconocida obra "Prometeo".
Como pieza elemento social está la exhibición de arreglos, costumbres y rituales que se pueden encontrar a su interior, sobre todo los domingos y los días de Muertos.

## Horario de servicio
Panteón Civil Dolores: horario de atención administrativa: 9:00 a 14:00
Visitas: de 6:00 a 17:00.